# Covington (Teksas)
Covington je grad u američkoj saveznoj državi Teksas. Prema popisu stanovništva iz 2010. u njemu je živjelo 269 stanovnika.